# Kauritz
Kauritz ist ein mit der Stadt Gößnitz zusammengewachsener Stadtteil im Landkreis Altenburger Land in Thüringen.

## Lage
Der Stadtteil befindet sich im Süden von Gößnitz am Meerchen. Die Bundesstraße 93 verbindet die Stadt Gößnitz und die Bahnstrecke Gera-Gößnitz-Dresden mit dem Umland. Die geographische Höhe des Ortes beträgt 210 m ü. NN.

## Geschichte
Am 9. November 1121 wurde das damalige Dorf Kauritz erstmals urkundlich erwähnt. Kauritz besitzt eine Kuriosität: durch den Ort verlief bis 1928 die sächsisch-thüringische Grenze. Die Landesgrenze zwischen Kauritz (sächsischer Anteil) und Kauritz (sachsen-altenburgischer bzw. thüringischer Anteil) verlief in Streifen innerhalb der Kauritzer Flur, wobei der sächsische Anteil, der aus mehreren einzelnen Flurstücken bestand, eine Exklave im Herzogtum Sachsen-Altenburg war. Im Jahr 1701 kam es zu einem Dorfbrand.

### Kauritz (sächs. Anteil)
Kauritz (sächs. Anteil) bestand aus mehreren voneinander getrennten Flurstücken, die sich vorwiegend auf dem Galgenberg südöstlich von Kauritz und östlich des Meerchens befanden. Kauritz (sächs. Anteil) gehörte bis in die zweite Hälfte des 19. Jahrhunderts zu den Schönburgischen Herrschaften. Es wurde als Amtsdorf durch die schönburgische Herrschaft Glauchau, Amt Hinterglauchau verwaltet.
Nachdem auf dem Gebiet der Rezessherrschaften Schönburg im Jahr 1878 eine Verwaltungsreform durchgeführt wurde, kam Kauritz (sächs. Anteil) im Jahr 1880 zur neu gegründeten Amtshauptmannschaft Glauchau. Der sächsische Anteil hatte zu dieser Zeit 113 Einwohner. Er bestand neben dem Gasthof nur aus wenigen Häusern. Er erhielt 1902 eine eigene Schule, dazu wurde das Erdgeschoss eines Hauses angemietet. Die Exklave Kauritz (sächs. Anteil) gehörte seit 1918 zum Freistaat Sachsen.

### Kauritz (altenburg. bzw. thür. Anteil)
Kauritz (altenburg. Anteil) gehörte zum wettinischen Amt Altenburg, welches ab dem 16. Jahrhundert aufgrund mehrerer Teilungen im Lauf seines Bestehens unter der Hoheit folgender Ernestinischer Herzogtümer stand: Herzogtum Sachsen (1554 bis 1572), Herzogtum Sachsen-Weimar (1572 bis 1603), Herzogtum Sachsen-Altenburg (1603 bis 1672), Herzogtum Sachsen-Gotha-Altenburg (1672 bis 1826). Bei der Neuordnung der Ernestinischen Herzogtümer im Jahr 1826 kam der altenburgische Anteil von Kauritz wiederum zum Herzogtum Sachsen-Altenburg. Die Grundherrschaft über Kauritz (altenburg. Anteil) lag bis ins 19. Jahrhundert beim Rittergut Ponitz. Nach der Verwaltungsreform im Herzogtum Sachsen-Altenburg gehörte Kauritz (altenburg. Anteil) bezüglich der Verwaltung zum Ostkreis (bis 1900) bzw. zum Landratsamt Ronneburg (ab 1900). Zum thüringischen Anteil gehörten im Jahr 1885 153 ha und 73 a mit 75 Einwohnern, um 1900 waren es 198 Einwohner.
Kauritz (altenburg. Anteil) gehörte ab 1918 zum Freistaat Sachsen-Altenburg, der 1920 im Land Thüringen aufging. 1922 kam er zum Landkreis Altenburg. Durch das Kreiseinteilungsgesetz wurde er am 1. April 1923 nach Gößnitz eingemeindet.

### Geschichte von Kauritz seit 1928
Im Jahr 1928 erfolgten ein Gebietsaustausch und eine Grenzbereinigung zwischen dem Freistaat Sachsen und dem Land Thüringen.
In dem thüringisch-sächsischen Staatsvertrag vom 7. Dezember 1927 wurden bereits im Vorfeld die Gebiete festgesetzt, die die Länder wechselten. Der Gebietsaustausch trat in Verbindung mit einem Reichsgesetz zum 1. April 1928 in Kraft. Dadurch wurde der bis dahin als sächsische Exklave in thüringischem Gebiet liegende Anteil von Kauritz vollständig an Thüringen abgetreten und in die thüringische Stadt Gößnitz eingemeindet.
Bei der zweiten Kreisreform in der DDR wurden 1952 die bestehenden Länder aufgelöst und die Landkreise neu zugeschnitten. Somit kam Kauritz als Ortsteil von Gößnitz mit dem Kreis Schmölln an den Bezirk Leipzig, der seit 1990 als Landkreis Schmölln zu Thüringen gehörte und bei der thüringischen Kreisreform 1994 im Landkreis Altenburger Land aufging.